# Fly Lili
Fly Lili este o companie aeriană românească cu sediul pe Aeroportul Internațional Aurel Vlaicu din București.

## Istorie
În aprilie 2023, compania a început primele zboruri charter regulate, între București–Băneasa și Antalya.
Începând cu iunie 2024, compania a anunțat, de asemenea, că va începe zboruri regulate din Brașov și Sibiu către mai multe destinații europene, cum ar fi Barcelona și Roma. Cu toate acestea, în iulie 2024, Fly Lili și-a suspendat zborurile către München și Stuttgart după doar câteva zile, în timp ce a anulat sau a întârziat câteva alte rute. La scurt timp au fost semnalate atât probleme operaționale din cauza lipsei de aeronave disponibile, cât și o dispută între compania aeriană și autoritățile române cu privire la înregistrarea altor aeronave.
Pe 3 august 2024, Fly Lili a început în sfârșit să opereze zboruri zilnice de pe Aeroportul Brașov către 6 destinații: Munchen, Stuttgart, Nürnberg, Roma, Barcelona și Salonic (încheiat la 1 septembrie 2024). Pe 29 septembrie, Fly Lili plănuiește să înceapă zborurile către Istanbul în timp ce le întrerupe pe cele către Barcelona, iar pe 14 decembrie 2024, compania aeriană va conecta Brașov la Madrid.
Între timp, zborurile programate din Sibiu, București și Iași sunt amânate.

## Destinații
Fly Lili operează zboruri charter de vacanță din București-Baneasa către destinații din Turcia, Egipt și Tunisia, și oferă zboruri regulate de la Aeroportul Brașov către următoarele destinații europene: München, Stuttgart, Nürnberg, Roma, Madrid, Barcelona și Istanbul.

## Flota

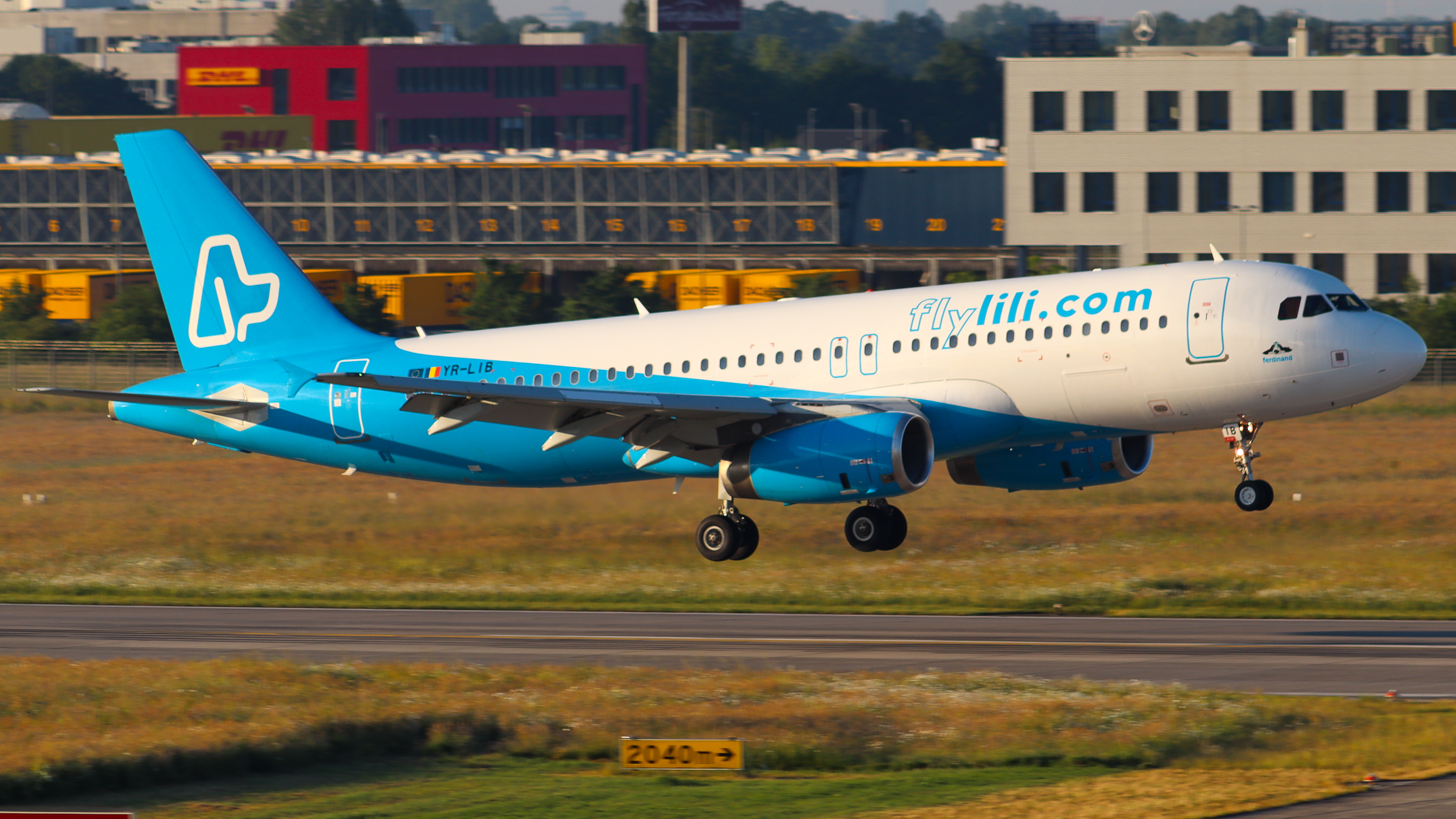
Fly Lili Airbus A320-200

La momentul actual Fly Lili operează cu următoarele aeronave:
| Avioane         | În serviciu | Comenzi | Pasagerii | Pasagerii | Pasagerii | Note |
| Avioane         | În serviciu | Comenzi | C         | Y         | Total     | Note |
| --------------- | ----------- | ------- | --------- | --------- | --------- | ---- |
| Airbus A319-100 | 1           | 4       |           | 150       | 150       |      |
| Airbus A320-200 | 2           | —       | —         | 180       | 180       |      |
| Total           | 3           | 4       |           |           |           |      |